# 基沃尼縣
基沃尼县（英語：Kewaunee County）是位於美國威斯康辛州東北部的一個縣，西北臨綠灣，東臨密西根湖。面積2,809平方公里。根據美國2000年人口普查估計，共有人口20,187人。縣治基沃尼 (Kewaunee)。
成立於1852年4月16日，縣政府成立於1859年。縣名來自基沃尼河，是契皮瓦人對「草原雞」或「野鴨」的稱呼。